# 9527 Sherrypervan
9527 Sherrypervan è un asteroide della fascia principale. Scoperto nel 1981, presenta un'orbita caratterizzata da un semiasse maggiore pari a 2,4259096 au e da un'eccentricità di 0,1174563, inclinata di 1,06009° rispetto all'eclittica.